# كرايغ ريتشارد نيلسون
كرايغ ريتشارد نيلسون (بالإنجليزية: Craig Richard Nelson)‏ هو ممثل أمريكي، ولد في 17 سبتمبر 1947 بسولت ليك في الولايات المتحدة.

## وصلات خارجية
- كرايغ ريتشارد نيلسون على موقع IMDb (الإنجليزية)
- كرايغ ريتشارد نيلسون على موقع قاعدة بيانات برودواي على الإنترنت (الإنجليزية)
- كرايغ ريتشارد نيلسون على موقع قاعدة بيانات الفيلم (الإنجليزية)